# Csór
Csór es un pequeño municipio de Hungría, ubicado en el distrito de Székesfehérvár, perteneciente al condado de Fejér en la región de Közép-Dunántúl.

## Galería de imágenes
|                  |
| Templo católico. |

|                                                  |
| Antigua iglesia católica de la tumba del jardín. |

|                            |
| Junto a la plaza de armas. |